# Yousef Yousef
Yousef Yousef, född 7 maj 1994, är en svensk fotbollsspelare som spelar för Rågsveds IF. Han har även spelat för bland annat Assyriska FF och Nyköpings BIS.

## Karriär
Yousef moderklubb är Assyriska FF. Han debuterade för klubben i Superettan 2012. I augusti 2013 lånades han ut till division 1-klubben Husqvarna FF. I augusti 2014 lånades han ut till division 1-klubben Nyköpings BIS.
Efter säsongen 2015 meddelade Assyriska att de inte kommer förlänga med Yousef. Han missade säsongen 2016 på grund av skadebekymmer. I mars 2017 skrev Yousef på för Arameisk-Syrianska IF. I augusti 2017 lämnade han klubben. Säsongen 2019 gick Yousef till division 4-klubben Assyriska United IK. I augusti 2020 återvände han till Arameisk-Syrianska IF.
I mars 2021 värvades Yousef av division 2-klubben Trosa Vagnhärad SK. Inför säsongen 2022 återvände han till moderklubben Assyriska FF. Under säsongen 2022 spelade Yousef även för Arameisk-Syrianska IF. Säsongen 2023 spelade han en match för Rågsveds IF.